# 莫諾普爾酒店
莫諾普爾酒店（Monopol Hotel）是位於波蘭城市弗羅茨瓦夫的一座五星級酒店。

## 历史
酒店始建於1892年。在德國統治時期，瑪琳·黛德麗和格哈特·霍普特曼等名人曾下榻於此。希特勒也在1937年來到這裡並發表講話。。二戰末期酒店嚴重受損，但在1961年重建。2012年歐錦賽期間，捷克國家足球隊曾入住這家酒店。

## 外部連結
- Monopol Hotel webpage （页面存档备份，存于）*

51°06′22″N 17°01′51″E / 51.10611°N 17.03083°E